# Плоска (річка)
Пло́ска — річка в Україні, в межах Хмельницького району, Хмельницької області. Права притока Південного Бугу (басейн Чорного моря). 
Довжина 30 км. Площа басейну 128 км². Похил річки 0,6 м/км.

## Географія
Починається за 2 км на захід від села Хоминці. Тече у східному напрямку і впадає в річку Південний Буг у місті Хмельницькому, в районі рогу вулиць Паркової та Староміської, і Центрального парку культури та відпочинку ім. Михайла Чекмана.
Майже на всій довжині протікає в межах Хмельницької міської територіальної громади. 

## Живлення
Живлення змішаного типу (снігове, дощове і підземне). Льодостав з середини грудня по першу декаду березня. В середній течії річка зарегульована: 
—  ставком в с. Водички, об'єм 296 000 м3
—  водосховищем в с. Малашівці, об'єм 1 млн. 127 тис. м3 (Малашівецьке водосховище) 
—  водосховищем поблизу с. Шаровечка, об'єм 1 млн 380 тис. м3 (так зване "Царське озеро") 
Має близько трьох десятків невеличких (1—4 км) приток, загальною довжиною 79 км. 
Частково воду річки використовують для господарських потреб.

## Населені пункти
На річці розташовані села: Хоминці, Чабани, Данюки, Водички, Климківці, Волиця, Малашівці, Мацьківці, Шаровечка та місто Хмельницький.

## У топонімії
У Хмельницькому назву Плоска має вулиця у центральній частині міста.